# Grand Hôtel G. Scheers
Grand Hôtel G. Scheers is een voormalig hotel, gelegen aan de Adolphe Maxlaan in Brussel. Het is een gebouw in art-decostijl naar ontwerp van Edmond Libion.

## Beschrijving
Het gebouw is een L-vormig complex van gewapend beton met achtergevel aan de Mechelsestraat. Het bevat zeven verdiepingen, waarvan hoogste twee terugwijkende attieken zijn. De voorgevel is van natuursteen met vier brede traveeën en wordt gekarakteriseerd door boogramen en balkons met convexe en concave lijnen.
De onderbouw was oorspronkelijk met rechthoekige openingen en een opvallende luifel. Deze werd in 1960 naar ontwerp van Maurice Cauwelaert verbouwd door invoeging van een mezzanine voor een restaurant. Ook de begane grond is verbouwd.
De bovenverdieping is geopend door drielichten. Het bevat een breder verlichte eerste verdieping met lantaarns en opschrift "Restaurant au premier". De hoogste verdieping bevat kroonlijsten en een gevelbrede deels opengewerkte balkons met zware postamenten en consoles. In een fronton boven in de gevel staat het opschrift "Hotel G. Scheers". het decor is een typisch beeldhouwwerk van voornamelijk rozetkorven, -friezen en -slingers, en borstweringen van ijzerwerk met waaiermotief.
De achtergevel is gecementeerd en bevat een brede travee, oplopende boograam, mansardedak en een dakvenster boven derde verdieping. Het heeft vier attiekverdiepingen. De achtergevel bevat voorts vergelijkbare decor en ijzerwerk als aan de voorgevel.